# Pedaliodes pheres
Pedaliodes pheres är en fjärilsart som beskrevs av Otto Thieme 1905. Pedaliodes pheres ingår i släktet Pedaliodes och familjen praktfjärilar. Inga underarter finns listade i Catalogue of Life.